# Palazzo dei Principi (Correggio)
Il Palazzo dei Principi di Correggio è un edificio rinascimentale sede degli Istituti Culturali comunali: la biblioteca “Giulio Einaudi”, l’archivio storico e il museo il Correggio.

## Storia

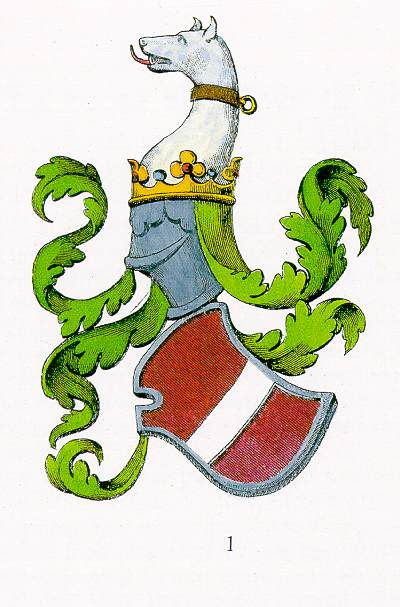
Antico stemma Da Correggio

Il palazzo venne costruito a partire dalla fine del XV secolo ed ultimato nel 1508. La prima a dimorarvi fu Francesca di Brandeburgo, vedova del conte Borso da Correggio.
Con la fine del principato correggese, e la sua annessione al ducato di Modena e Reggio, il palazzo ospitò gli uffici del governo estense, per essere progressivamente abbandonato e lasciato ridursi in stato di degrado.
Agli inizi del XX secolo l'amministrazione comunale decise una prima opera di recupero portata avanti dal sindaco Guido Zucchini tra il 1925 ed il 1927, soltanto negli anni 1960 il palazzo verrà riportato in condizioni di essere utilizzato.
Dopo il restauro il palazzo divenne sede della biblioteca comunale, degli archivi storici, della fonoteca e videoteca. Buon ultimo il museo civico, aperto nel 1995 e chiuso l'anno successivo a seguito dei danni causati dal terremoto che colpì Correggio nell'autunno del 1996. Dopo ulteriori lavori di recupero, nel 2003 divenne sede della biblioteca "Giulio Einaudi" e degli archivi storici.
Successivamente vi è stato allestito il museo il Correggio di archeologia e arte.